# Гайсинський молочний завод
Гайсинський молочний завод — підприємство харчової промисловості у місті Гайсин Гайсинського району Вінницької області України.

## Історія

### 1932—1992 роки
Гайсинський маслоробний завод був побудований в ході індустріалізації відповідно до першого п'ятирічного плану розвитку народного господарства СРСР і введений в експлуатацію в 1932 році.
У ході Німецько-радянської війни 25 липня 1941 року Гайсин окупували німецькі війська, промислові підприємства райцентру (у тому числі маслозавод) були зруйновані. 14 березня 1944 року Гайсин був звільнений радянськими військами та почалося відновлення міста.
На початку 1945 року відновлений маслозавод відновив роботу, а після закінчення війни відповідно до четвертого п'ятирічного плану відновлення та розвитку народного господарства СРСР він був реконструйований, оснащений новим обладнанням і збільшив обсяги виробництва. У зв'язку з розширенням асортименту продукції маслозавод отримав нову назву — Гайсинський маслосироробний завод.
Загалом, за радянських часів маслосироробний завод входив до числа провідних підприємств райцентру.

### Після 1991 року
Після проголошення незалежності України державне підприємство було перетворено на відкрите акціонерне товариство.
У жовтні 2006 року підприємство було реорганізовано на товариство з обмеженою відповідальністю та перейменовано на Гайсинський молочний завод.
У березні 2011 року при державній перевірці виробників вершкового масла в країні було встановлено, що фасоване вершкове масло «Гайсинське», що випускалося Гайсинським молочним заводом, на 30 % складалося з рослинних жирів.

## Діяльність
Завод переробляє коров'яче молоко і випускає пастеризоване питне молоко та молочні продукти — тверді сири («Буковинський», «Голландський» та «Фамільний»), м'які сири (сичужні сири «Сулугуні», «Моцарелла» і «Чеддер», а також плавлений ковбасний сир), вершкове масло, спреди та сухі молочні продукти (знежирене сухе молоко і демінералізована суха молочна сироватка).